# Valea Părului (okręg Buzău)
Valea Părului – wieś w Rumunii, w okręgu Buzău, w gminie Beceni. W 2011 roku liczyła 1080 mieszkańców.